# Giovanni Demaria
Giovanni Demaria (Torino, 5 dicembre 1899 – Milano, 12 aprile 1998) è stato un economista italiano.

## Biografia
Diventato allievo dell'Accademia Militare di Artiglieria e Genio di Torino nel 1917, fu uno dei «ragazzi del '99» chiamati a difendere la linea del Piave dopo la disfatta di Caporetto. Tenente di artiglieria, combatté tra il Monte Asolone e il Col Moschin, guadagnandosi due croci di guerra e la medaglia interalleata.
Alla fine del conflitto riprese gli studi interrotti, laureandosi nel luglio 1920 presso l'Università degli Studi di Torino. Dopo la laurea si impiegò in banca per un breve periodo e fu professore in una scuola a Biella. Per continuare i suoi studi, decise di iscriversi all'Università Ca' Foscari a Venezia per conseguire una seconda laurea.
Quivi avvenne l'incontro decisivo per la sua formazione scientifica e per la sua carriera accademica: quello con Gustavo Del Vecchio, al quale rimarrà sempre legato da gratitudine e da amicizia. La tesi di laurea, discussa nel luglio 1921, diventò l'anno dopo il primo libro pubblicato da Demaria: Le teorie monetarie e il ritorno all'oro. Questo, assieme ad un articolo sulla fluttuazione del saggio di scambio della lira alla Borsa di Londra, gli aprì le porte di una carriera rapidissima. Nel 1928 ottenne la libera docenza nell'Università degli Studi di Torino. Nel febbraio del 1929, non ancora trentenne, vinse – primo della terna – il concorso per la cattedra di Economia politica nell'Università degli Studi di Bari dove insegnò negli anni 1929-30 e 1933-34. I due anni di intervallo li trascorse all'estero, a New York, Londra e Berlino, con una borsa della Fondazione Rockefeller ottenuta per il tramite di Luigi Einaudi.
A New York Demaria conobbe quella che sarebbe diventata sua moglie, Gisella Figuerola, che lì studiava pittura. Nel 1934 divenne professore ordinario e venne chiamato per trasferimento dalla Bocconi quale professore ordinario di statistica demografica ed economia. Alla Bocconi rimase fino al termine della sua carriera, ricoprendo, quale titolare, le cattedre di politica economica e finanziaria e poi di economia politica. Rifiutò varie proposte di trasferimento alla Statale di Milano, a Roma e anche a Torino.
Alla Bocconi, a fianco di Gustavo Del Vecchio rettore e di Giorgio Mortara, Demaria trovò un ambiente più libero e meno inquinato dalle teorie corporative care al regime. Quando nel 1938, per effetto delle leggi razziali, i professori ebrei furono privati della cattedra, egli assunse la direzione del Giornale degli Economisti impedendo che cadesse in mano fascista. Anche lui si sottrasse a stento, e soltanto per l'intervento di Giovanni Gentile (che era anche vicepresidente della Bocconi), al pericolo incombente di essere destituito a causa dell'orientamento eterodosso che aveva manifestato nella relazione generale, tenuta nel 1942 al convegno pisano, sui “Problemi economici dell'ordine nuovo”.
Dal 1945 fu pro-rettore della Bocconi e per sette anni, nei quali la potenziò con un nuovo corso di laurea in lingue, per il quale chiamò a insegnare studiosi prestigiosi come Mario Fubini e Francesco Flora.
Nel 1947 la Fondazione Rockefeller lo invitò a tenere una serie di conferenze negli Stati Uniti (a New York, a Washington, a Stanford). Fu l'occasione che aspettava da tempo per tentare di realizzare il suo sogno americano: creare a New York un dipartimento dell'Università Bocconi. Cercò di coinvolgere il Ministero degli Esteri, sentito anche il parere di Luigi Einaudi, ma l'ambasciata italiana in America non collaborò allo scopo.
Nel 1949 fece un secondo viaggio negli Stati Uniti, per conto della Banca d'Italia; incontrò più di settanta personaggi della cultura e dell'economia americana, ma non riuscì a realizzare il suo sogno.
Fu direttore del Giornale degli Economisti e Annali di Economia dal 1939 al 1975.
All'impegno accademico egli accompagnò in quegli anni l'impegno politico, presiedendo, su proposta di Pietro Nenni, la commissione economica istituita dal Ministero per la Costituente, in vista della carta costituzionale nei suoi aspetti economici. Nello stesso periodo Demaria svolse pure un'intensa attività di editorialista economico, sulle colonne de “La Stampa” dal 1945 al 1950 e poi su quelle de “Il Giorno”. Fu presidente della Società italiana degli economisti nel triennio 1955-1957; presidente o membro del consiglio direttivo de: "Centro Linceo Interdisciplinare", "Rassegna Economica", "Automobilismo industriale", "La Scuola in azione", "Rivista Internazionale di scienze economiche e commerciali". Fu "visiting professor" all'Università di Ottawa e alla Johns Hopkins University a Bologna. Fu preside della Scuola Idrocarburi dell'Eni.
Nel novembre del 1964 ricevette, nell'anfiteatro Descartes, la laurea honoris causa conferitagli dalla Sorbona di Parigi.
Nel 1975 si ritirò dall'insegnamento, ma continuò la sua operosa carriera di studioso pubblicando ancora numerosi scritti e discorsi. Demaria morì a Milano il 12 aprile del 1998. È sepolto nella tomba di famiglia a Cintano (Torino).

## Onorificenze accademiche
Giovanni Demaria fu socio nazionale dell'Accademia dei Lincei, dell'Accademia delle Scienze di Torino, dell'Istituto Lombardo di Scienze e Lettere di Milano, dell'Accademia dei Georgofili, dell'Accademia Pontaniana di Napoli, dell'Accademia delle Scienze di Bologna, dell'Accademia delle Scienze di Bari, della Royal Statistical Society di Londra, dell'Academy of Sciences di New York, dell'Academie des Sciences Morales et Politiques de l'Institut de France, della Mont Pelerin Society, della Fondazione Rockefeller (negli anni '30-'32); premio nazionale Presidente della Repubblica (1954).

## Pubblicazioni
Le opere scritte da Demaria sono oltre cinquecento.

### Materiali per una logica del movimento economico
- Vol. I, Molfasi, Milano 1953;
- Vol. II, Gli Entelechiani, La Goliardica, Milano 1955;
- Vol. III, Le basi stocastiche dell'induzione economica, La Goliardica, Milano 1956;
- Vol. IV, I Propagatori, La Goliardica, Milano 1957;
- Vol. V, Le Teorie dello Sviluppo economico dai classici ad oggi, La Goliardica, Milano 1958.

### Trattato di logica economica
- Vol. I, La Catallattica, 1962;
- Vol. II, Il sistema produttivo, 1966;
- Vol. III, L'esogenicità, 1974.

### Altre pubblicazioni
- Problemi Economici e Sociali del Dopoguerra '45-'50, Milano, Malfasi ed.
- Lo Stato sociale moderno, Padova CEDAM 1962 ;
- Eclisse dell'Economia Borghese, Padova CEDAM 1965;
- La Politica economica dei grandi sistemi coercitivi, Padova CEDAM 1969;
- Elementi di critica economica, Padova CEDAM 1983;
- Ricerche di cinematica storica, 4 volumi ,Padova CEDAM 1968-1971-1988;
- Le teorie monetarie e il ritorno all'oro, Padova CEDAM 1928;
- L'ordine nuovo e il problema industriale italiano, 1942;
- Economia moderna del lavoro. Le verità prime, (1943), Roma Lincei 1994;
- Il fattore K e la politica del cambio estero, Milano Risec 1993.

## Galleria d'immagini

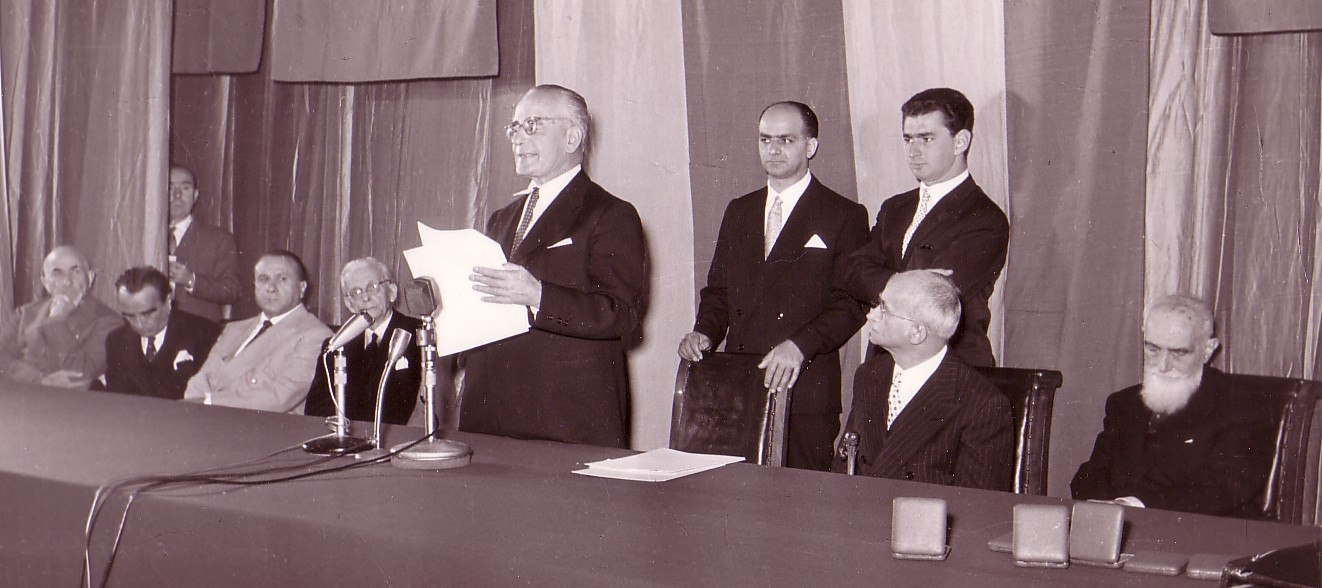
Giovanni Demaria al centro e seduti da destra a sinistra: Senatore Jannacone, Presidente Luigi Einaudi. In piedi a destra, il Conte Marzotto.
Da sinistra: Giovanni Demaria, Ministro Tremelloni, Giordano Dell'Amore.
Al centro a sinistra Demaria, a destra il corridore Luigi Musso.
Da destra: Demaria e Ministro Giuseppe Pella.
Parigi: Laurea Honoris Causa alla Sorbona.
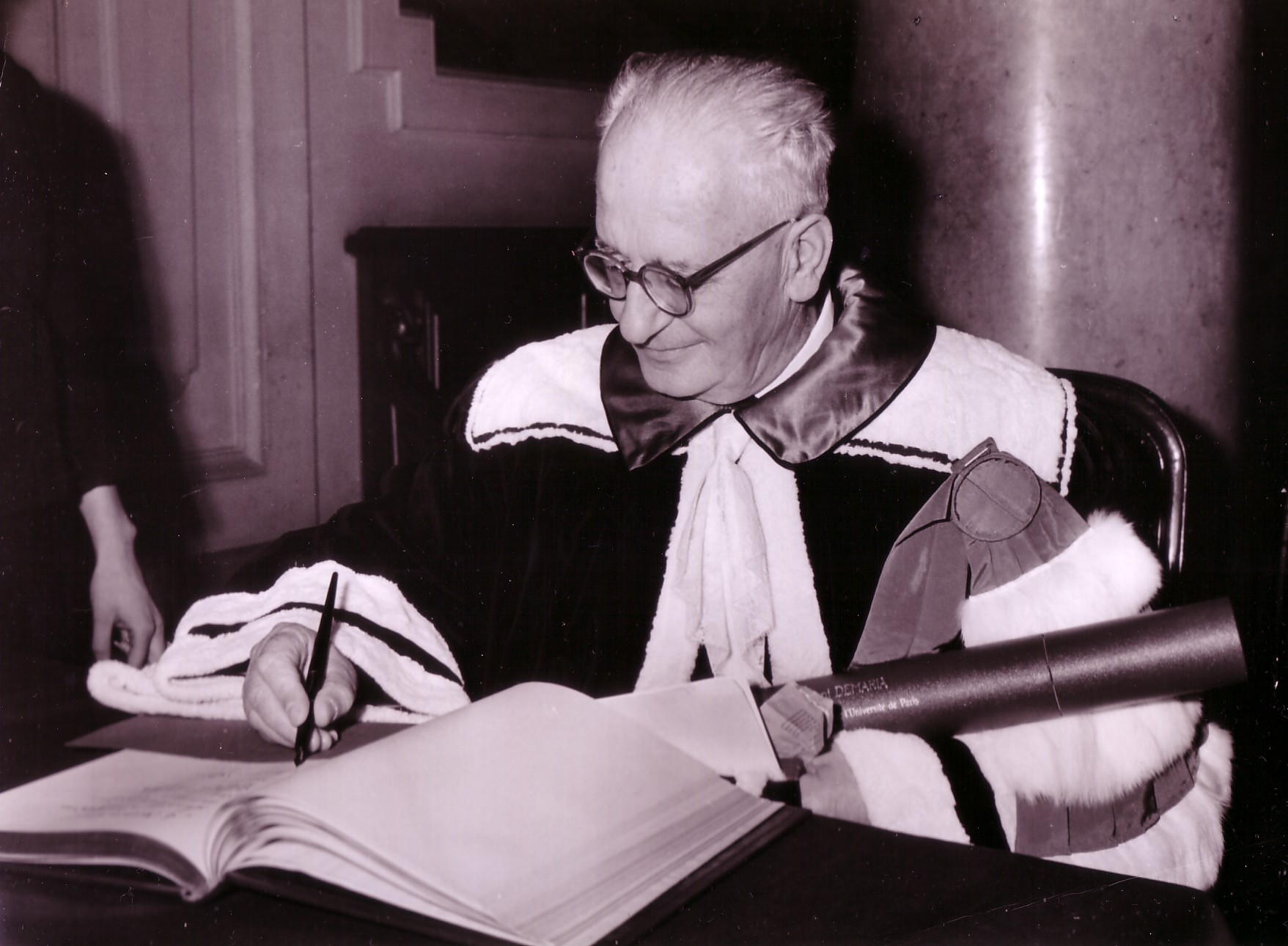
Parigi: Laurea Honoris Causa alla Sorbona.